# Paul Meinel
Paul Meinel (* 15. Februar 1865 in Markneukirchen; † 28. April 1928 in Basel) war ein Schweizer Geigenbauer.

## Leben
Paul Meinel war der Sohn des Gitarrenmachers Karl August Meinel, genannt „Meinel-Fuchs“, und Bruder von August Meinel. Er absolvierte eine Lehre als Gitarrenmacher in Markneukirchen und als Geigenbauer bei Nicolas Eugène Simoutre (1834–1908) in Basel. Danach arbeitete er bei verschiedenen bekannten Geigenbauern in Deutschland u. a. bei Adolf Hammig in Dresden. Als Simoutre Basel verliess und nach Paris zog, übernahm  Paul Meinel 1889 dessen Atelier und gründete darin sein eigenes Geschäft. Dort arbeitete eine Zeitlang auch dein Buder August Meinel. Nach Paul Meinels Tod 1928 übernahm sein Schwiegersohn Hugo Schmitz-Meinel das Geschäft.

## Mitarbeiter und Schüler
Fritz Baumgartner I, ehemaliger Schüler von August Meinel, arbeitete Von 1914 bis 1920 bei ihm.  Karl Walter Meinel (* 1895 in Meran) Sohn seines Bruders August, arbeitete nach  der  Lehre bei ihm als Geselle. Von 1920 bis 1923 war Karl Friedrich Schneider sein Schüler und arbeitete anschliessend weiter bei ihm als Geselle.